# 伊賀惣国一揆
伊賀惣国一揆（いがそうこくいっき）とは戦国時代に伊賀の地侍層が在地領主権を守るために、一国的規模で団結した組織である。唯一の史料は、近江国甲賀郡の有力地侍山中氏に伝えられた文書（神宮文庫所蔵《山中文書》）に含まれる。（惣国一揆掟之事）

## 掟書の主な内容
1. 他国勢の侵入には惣国一味同心して防戦すべきこと。
2. 侵入の注進があれば里々の鐘を鳴らし直ちに出陣すること。
3. 17歳から50歳までのものは出陣義務があり、長期にわたるときは番編成にして交代すること。
4. 在々所々で武者大将を指定し、惣はその下知に従うこと。
5. 惣国諸寺の老僧は国豊饒の祈禱をし、若い僧は出陣すること。
6. 諸侍の被官たちに里々で起請文を書かせ服従を誓わせること。
7. 忠節の百姓は侍にとりたてること。
8. 他国勢を引き入れたり内通したりするものは討伐しその所領を没収すること。

## 特徴と歴史
隣接する甲賀郡中惣と連携し、合同会議を国境において野寄合の形で開くこともあった。執行部として10人の奉行を選出するなど、甲賀郡中惣と類似する構造。大和宇陀郡の三人衆らの伊賀侵入に対する自衛から成立したと推測される。1578年、1579年の織田信雄の伊賀攻略を失敗させたが、1581年の織田信長による攻撃で敗北し解体した。生き残った伊賀国人たちは、信長の死後、柴田勝家と結んで勢力回復を企てたが失敗に終わった。